# 448 TCN
448 TCN là một năm trong lịch La Mã.